# Vandrey Pereira
Vandrey Pereira (Itajaí, 23 de junho de 1975) é um jornalista e apresentador brasileiro. Em 2017  mudou-se para os EUA e desde então passou a atuar como correspondente internacional cobrindo as principais notícias do mundo.

## Formação e carreira
Vandrey Pereira nasceu em Itajaí, Santa Catarina, sul do Brasil. Desde muito jovem apresentava talentos na área da comunicação e música, mas seu primeiro emprego foi na área da informática, mercado que despontava no início dos anos 90 e, mesmo muito jovem, chegou a ser professor de computação. Vandrey cursou um semestre da Faculdade de Informática, mas desistiu e foi atrás do sonho de ser locutor de rádio.
Decidido a seguir o caminho da Comunicação, em 1995 começou a faculdade de jornalismo na Universidade do Vale do Itajaí. Fez vários testes até que virou locutor. Era o início da trajetória de um dos mais conceituados jornalistas de Tv do Brasil.
Depois de dois anos de destaque nas rádios Camboriú AM, Litoral FM e Band FM como repórter, apresentador e até coordenador artístico, Vandrey foi chamado para fazer um teste para trabalhar no canal a cabo TVM na cidade de Balneário Camboriú. Começou como repórter e tempos depois já ocupava o cargo de apresentador do Jornal Vanguarda.
Em 1999, Vandrey entrou para a RBS TV, afiliada da Rede Globo em Santa Catarina. Participou como repórter e apresentador nos programas Jornal do Almoço e RBS Notícias. O seu desempenho foi tão bem avaliado que acabou virando editor-chefe do Jornal noturno da TVCOM, emissora de transmissão a cabo do Grupo RBS da época.
Em 2000, um convite para trabalhar na TV Rio Sul fez o jornalista se mudar para Resende, no Rio de Janeiro. Lá, conheceu a jornalista Cristiane Rocha com quem está casado há mais de duas décadas.
Cinco anos depois, Vandrey consolidou o seu espaço na TV Globo. Ele foi o primeiro repórter do projeto RJ na Baixada. Durante dois anos mostrou a realidade e as dificuldades dos moradores de uma região importante do estado, mas que, até então, não costumava aparecer nos noticiários. Por sua atuação sensível junto às comunidades, Vandrey liderou um projeto da TV Globo com reportagens especiais dentro das maiores favelas do Estado como Cidade de Deus, Rocinha, Babilônia e Pavão-Pavãozinho.
A partir de 2007 Vandrey também passou a atuar como apresentador do RJTV. Participou das principais coberturas jornalísticas do país. Destaque para os Jogos Olímpicos de 2016, a visita do Papa Francisco em 2013 e a tragédia das chuvas na Região Serrana do Rio de Janeiro em 2011.
A transmissão ao vivo da retomada do Complexo do Alemão , em 2010, foi outro grande marco na carreira. Usando um colete pesado, à prova de balas, por mais de 10 horas, o jornalista fez parte da equipe que reportou todos os detalhes dessa operação em uma cobertura que ganhou três prêmios incluindo o International Emmy Award, 2011.

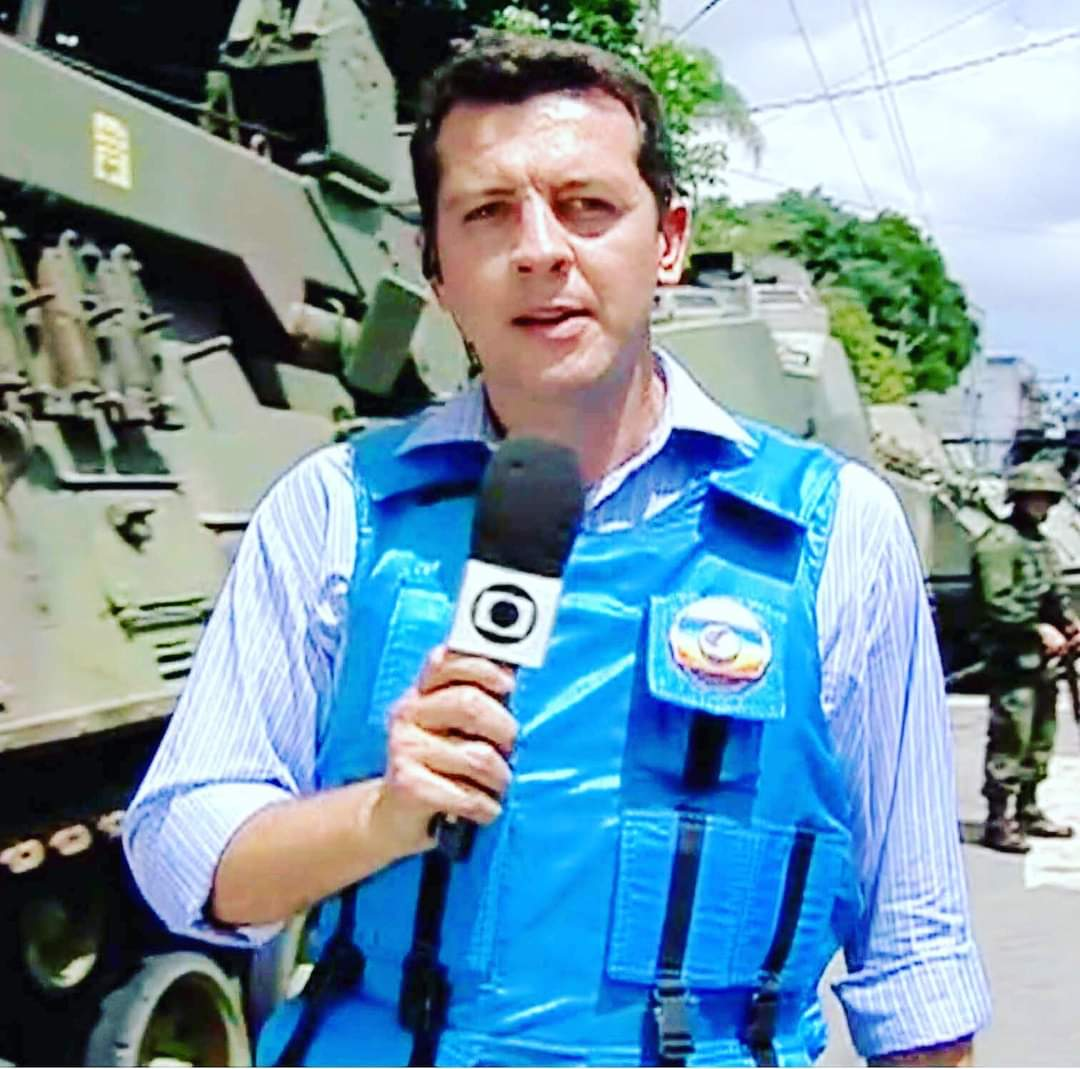
Vandrey Pereira na Cobertura do Complexo do Alemão - International Emmy Award 2011

Conhecido por atuar no jornalismo investigativo, seu trabalho vem colocando luz em questões sociais graves no Brasil como a violência, o tráfico de drogas e a corrupção. Durante os 11 anos de Rede Globo, Vandrey pode mostrar sua versatilidade em diversos produtos da casa. Foi repórter especial do Fantástico, Jornal Hoje, Jornal da Globo, Bom Dia Brasil, Jornal da Globo e Jornal Nacional. Também participou como apresentador nos jornais Globo Notícia, Bom Dia Rio, Globo Comunidade e Radar RJ.
Em 2017 realizou um desejo antigo da família: viver no exterior. Com a mulher, a também jornalista Cristiane Rocha, e a filha de então 8 anos, encarou mais uma grande mudança. Foi morar em Orlando, na Flórida. Passou a produzir matérias especiais em solo note-americano para a Rede Globo e a trabalhar no CBTV, um canal online criado pelo empresário Cláudio Costa.
Em 2020 começou a fazer reportagens para a Record Américas e meses depois já se apresentava oficialmente como Correspondente Internacional dos principais jornais da Record (rede de televisão).

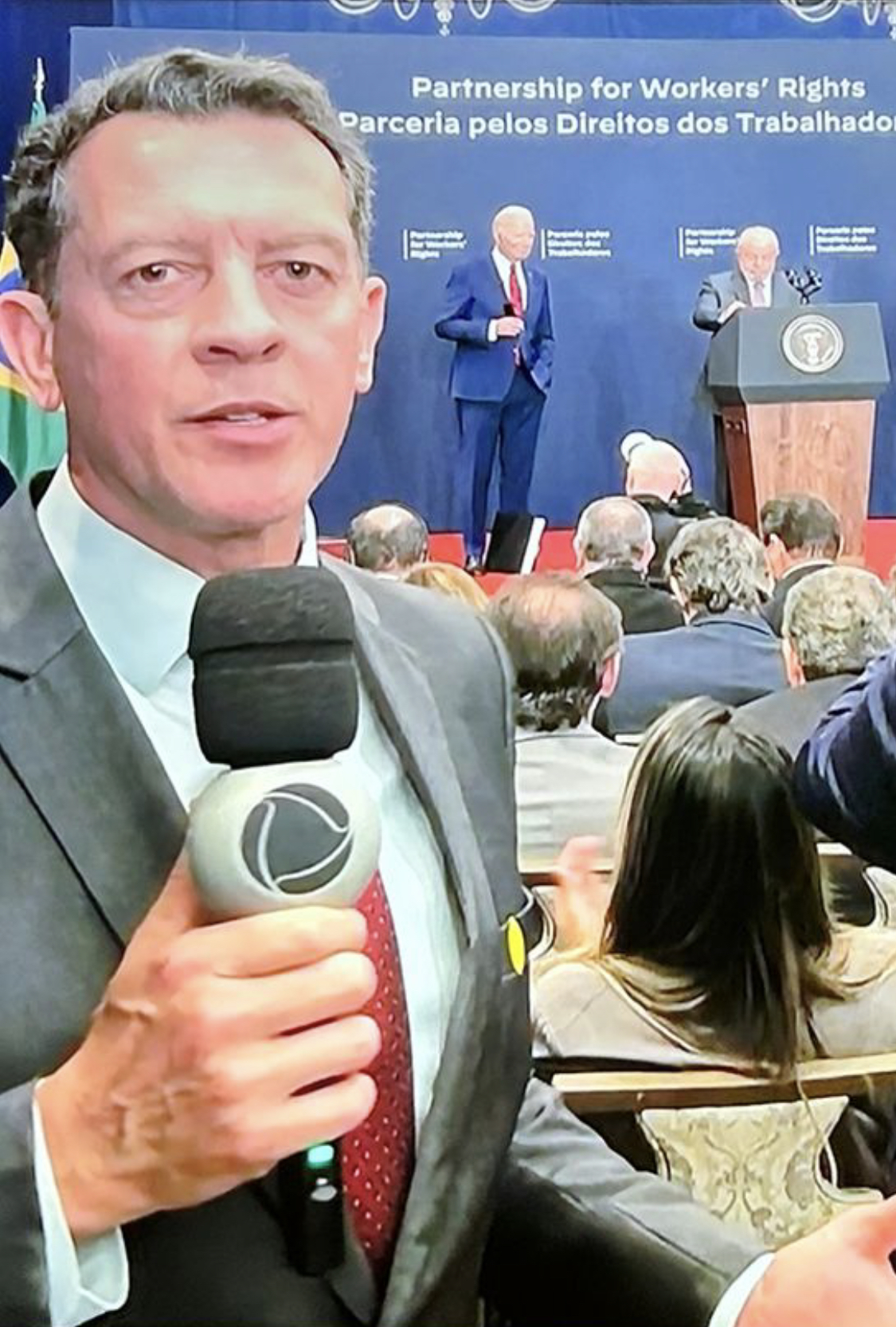
Jornalista Vandrey Pereira no encontro dos presidentes Joe Biden e Lula

Como Correspondente nos EUA, Vandrey faz reportagens diárias para o Jornal da Record , o principal noticiário da emissora, em rede nacional. Já viajou 15 estados americanos com matérias importantes que vão desde especiais sobre furacões na Flórida, a estreia do argentino Leonel Messi no Inter de Miami, até as eleições presidenciais e a posse de Donald Trump.
Com tanta experiência na área, Vandrey também é muito procurado por estudantes, que gostariam de saber mais sobre a profissão, e empresas, que desejam trazer as habilidades de um grande comunicador para o meio corporativo. Assim, o jornalista também passou a ser um nome disputado para palestras e treinamentos empresariais.

## Grandes reportagens
Vandrey Pereira é conhecido, também, por sua versatilidade. O jornalista já cobriu desde eventos mais descontraídos como carnavais, jogos olímpicos, até assuntos mais delicados e densos como a passagem de furacões na Flórida e as eleições Americanas 2024.
| Reportagens                                          | Ano  | Cobertura     |
| ---------------------------------------------------- | ---- | ------------- |
| Jogos Panamericanos do Rio de Janeiro                | 2007 | Nacional      |
| Ocupação do Complexo do Alemão                       | 2010 | Nacional      |
| Desabamento do morro da Bumba                        | 2010 | Nacional      |
| Tragédia chuvas do Rio de Janeiro                    | 2011 | Nacional      |
| Protestos e manifestações populares                  | 2013 | Nacional      |
| Visita Papa Francisco                                | 2013 | Nacional      |
| Copa do Mundo                                        | 2014 | Nacional      |
| Operação Lava Jato                                   | 2015 | Nacional      |
| Rock in Rio                                          | 2015 | Nacional      |
| Jogos Olímpicos                                      | 2016 | Nacional      |
| Primeira visita de Trump à Flórida                   | 2017 | Internacional |
| Furacão Irma na Flórida                              | 2017 | Internacional |
| Atentado a tiros na escola primária de Uvalde, Texas | 2022 | Internacional |
| Epidemia de drogas no Canadá                         | 2023 | Internacional |
| Debate presidencial entre Biden e Trump              | 2024 | Internacional |
| Posse de Trump em Washington                         | 2025 | Internacional |

## Ida para os EUA
Em 2006, Vandrey e sua esposa Cristiane Rocha fizeram um intercâmbio de um mês no Canadá. Eles foram para estudar inglês, mas o contato com culturas diversas foi tão enriquecedor que despertou o desejo do jornalista de viver uma experiência maior no exterior.
Praticamente dez anos depois, Vandrey viu uma oportunidade de trabalhar nos EUA e se mudou com a família. Em 2017 ele entrou para a equipe do CBTV, canal online na Flórida criado pelo empresário Cláudio Costa. Ficou três anos na emissora como apresentador e editor-chefe.
Já no país americano foi convidado para fazer reportagens para a Record Américas, canal de TV da Record nos EUA. Meses depois assumiu o posto de Correspondente Internacional  e passou a cobrir diariamente o noticiário dos EUA para os programas  Jornal da Record e Domingo Espetacular, com abrangência nacional no Brasil.
Conhecido por sua habilidade em reportar notícias complexas de forma objetiva e, ao mesmo tempo, humana, Vandrey encarou o desafio de trazer os detalhes da passagem de uma intensa onda de tornados no Kentucky, que arrasou a cidade de Mayfield, no Condado de Graves, EUA, em sua primeira cobertura internacional para a emissora.

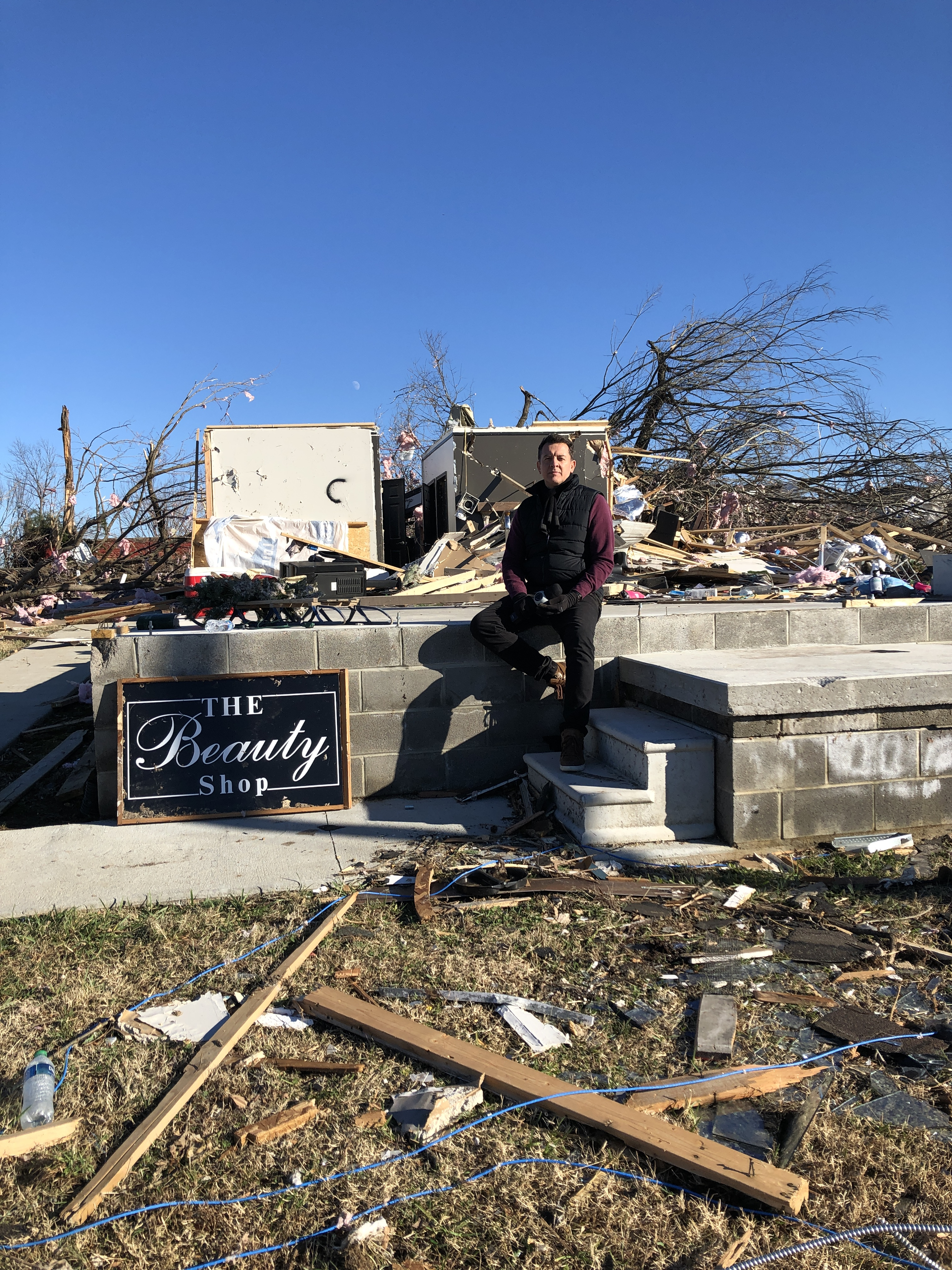
Jornalista Vandrey Pereira na cobertura do tornado em Kentucky, 2021

Desde então, já esteve em mais 15 estados americanos para falar sobre economia, cultura, esporte. O tema Política Internacional também foi ganhando espaço e Vandrey foi um dos poucos jornalistas autorizados a acompanhar os encontros dos presidentes de Jair Bolsonaro e Luiz Inácio Lula da Silva com o americano Joe Biden ; e a visita do presidente Bolsonaro na Guiana.
Outro destaque foi a presença do jornalista nos debates presidenciais entre Biden e Donald Trump (2024). Vandrey também cobriu a tentativa de assassinato de Trump em um comício na Pensilvânia, assim como o discurso de vitória do então candidato republicano em Palm Beach (Flórida) e sua posse na capital Washington DC, quando a cerimônia foi transferia para dentro do Capitólio por conta da temperatura de -20 graus celsius.

## Coaching
Além do seu trabalho como jornalista e do reconhecimento pela sua contribuição para a comunidade brasileira nos EUA, Vandrey Pereira também é palestrante em eventos e universidades.
Desde 2008 já participou de dezenas de encontros em faculdades como a PUC-Rio, Universidade Veiga de Almeida, Fundação Getulio Vargas, Universidade Estácio de Sá, falando sobre as técnicas e os desafios da comunicação.
Constantemente procurado por grandes empresas, o jornalista também atende grandes marcas do mercado como Icatu Seguros, Ligth, PetroRio e o evento anual eb5 Investors (que reúne empresários brasileiros e americanos). Utilizando um método personalizado e flexível, ele traz ferramentas de mentoria e consultoria para que esses empresários e seus colaboradores desenvolvam planos de ação e estratégias para melhora do desempenho profissional.

## Trabalhos
| Ano         | Programa             | Função                          | Emissora          |
| ----------- | -------------------- | ------------------------------- | ----------------- |
| 1995        | Olho Vivo na Notícia | Repórter e Apresentador         | Rádio Camboriú AM |
| 1996        | Programação do dia   | Locutor                         | Rádio Litoral FM  |
| 1996 - 1997 | Programação do dia   | Coordenador Artístico e Locutor | Rádio Band FM     |

| Ano             | Programa           | Função                      | Emissora            |
| --------------- | ------------------ | --------------------------- | ------------------- |
| 1997            | Jornal Vanguarda   | Repórter                    | TVM                 |
| 1998            | Jornal Vanguarda   | Apresentador                | TVM                 |
| 1999 - 2000     | Jornal do almoço   | Repórter e Apresentador     | RBS TV              |
| 2000            | RBS Notícias       | Repórter e Apresentador     | RBS TV              |
| 2000            | Jornal noturno     | Editor-chefe                | TV Com              |
| 2000- 2005      | RJTV               | Repórter e Apresentador     | TV Rio Sul          |
| 2005            | RJ na baixada      | Repórter                    | TV Globo            |
| 2007            | RJTV               | Repórter e Apresentador     | TV Globo            |
| 2008 - 2011     | Bom dia Rio        | Apresentador                | TV Globo            |
| 2008 - 2011     | Globo Comunidade   | Apresentador                | TV Globo            |
| 2008 - 2011     | Radar RJ           | Apresentador                | TV Globo            |
| 2012 - 2016     | Globo Notícia      | Apresentador                | TV Globo            |
| 2012 - 2016     | Fantástico         | Repórter Especial           | TV Globo            |
| 2012 - 2016     | Jornal Hoje        | Repórter Especial           | TV Globo            |
| 2012 - 2016     | Bom dia Brasil     | Repórter Especial           | TV Globo            |
| 2012 - 2016     | Jornal da Globo    | Repórter Especial           | TV Globo            |
| 2012 - 2016     | Jornal Nacional    | Repórter Especial           | TV Globo            |
| 2017 - 2018     | Telejornais        | Repórter                    | Globo Internacional |
| 2017- 2019      | CBTV News          | Editor-chefe e Apresentador | CBTV                |
| 2018 - 2019     | Revista de Domingo | Apresentador                | CBTV Canal Brazil   |
| 2019 - 2020     | Américas no Ar     | Repórter                    | Record Américas     |
| 2020 - presente | Jornal da Record   | Correspondente nos EUA      | TV Record           |

## Prêmios

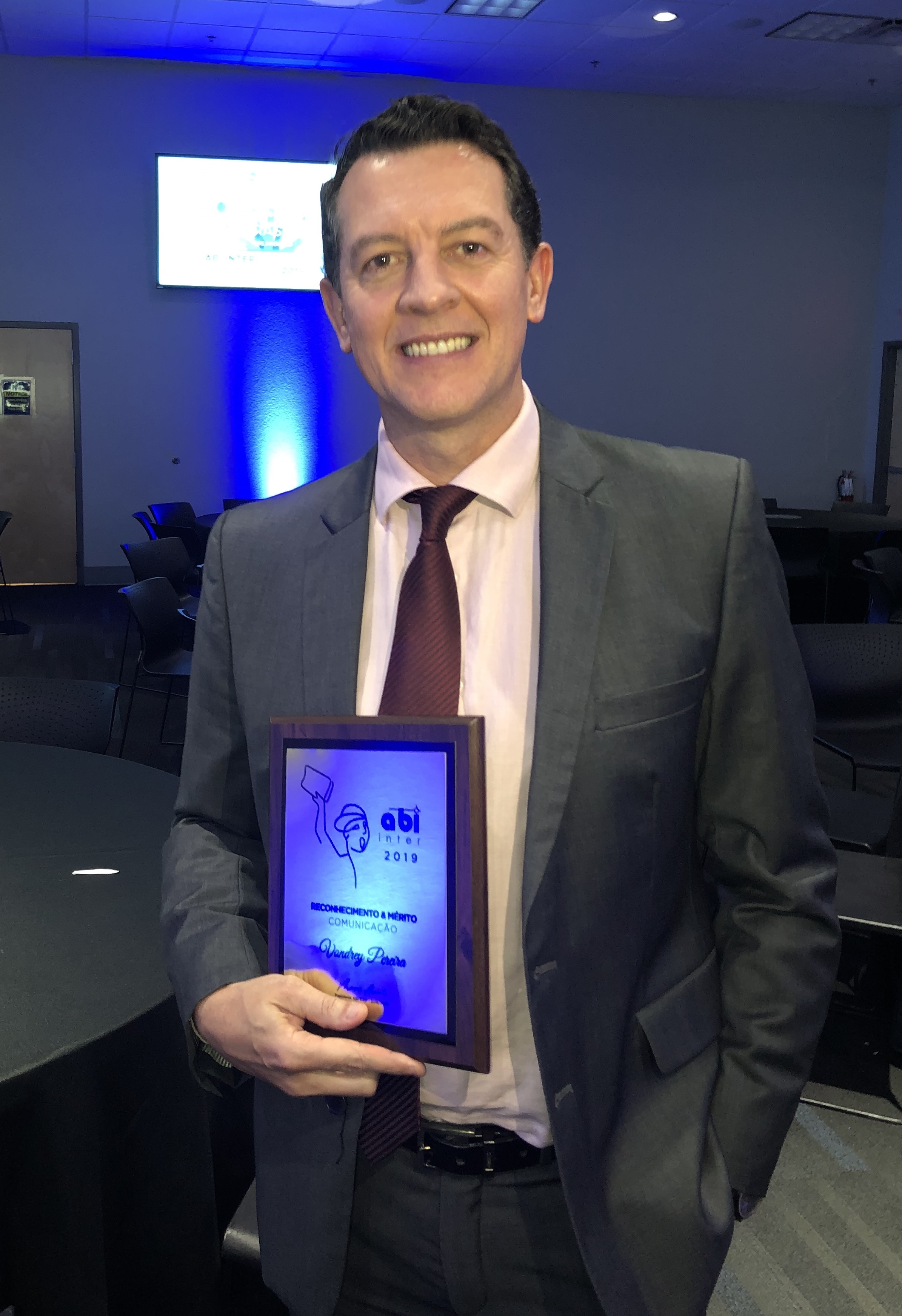
PRÊMIO ABI - RECONHECIMENTO JORNALISTA ESTRANGEIRO

| Prêmio                            | Materia                                        | Ano  |
| --------------------------------- | ---------------------------------------------- | ---- |
| Melhor Reportagem Factual         | Ocupação das favelas do Alemão e Vila Cruzeiro | 2010 |
| Grande cobertura                  | Ocupação das favelas do Alemão e Vila Cruzeiro | 2010 |
| International Emmy Awards         | A guerra contra às drogas                      | 2011 |
| Grande Prêmio Globo de Jornalismo | Tragédia da chuva                              | 2011 |
| Melhor reportagem factual         | Desabamento do Edifício Liberdade              | 2012 |
| Grande prêmio Globo de Jornalismo | Manifestações Populares no Rio de Janeiro      | 2013 |
| Prêmio Globo de Jornalismo        | Jornada Mundial da Juventude                   | 2013 |
| Prêmio Globo de Jornalismo        | Flagrante de Assalto                           | 2015 |
| Associação Brasileira de Imprensa | Reconhecimento & Mérito                        | 2019 |